# Horst Wilhelm (Sänger)
Horst Wilhelm (* 24. November 1927 in Berlin; † um den 14. Mai 2000 in Hamburg) war ein deutscher Opernsänger (Lyrischer Tenor) und Schauspieler.

## Leben
Wilhelm sang schon als Kind in Berliner Kirchenchören und als Jugendlicher im Jugendchor des Berliner Rundfunks. Während des Zweiten Weltkriegs geriet er als Soldat gegen Kriegsende in englische Gefangenschaft. 
Wilhelm erhielt ab 1947 nach Ende des Zweiten Weltkriegs an der Musikhochschule seiner Heimatstadt Berlin die stimmliche Ausbildung bei Götte, ehe er 1951 an der Deutschen Oper Berlin begann und dort als Opern- wie Oratoriensänger eingesetzt wurde. 1956 wechselte Wilhelm an die Oper in Kassel, ehe der lyrische Tenor sich von 1962 bis 1973 dem Ensemble der Hamburgischen Staatsoper anschloss. Weitere Wirkungsorte Wilhelms waren Bayreuth, Wien, München, Glyndebourne und Zürich.
Zu Wilhelms Stückrepertoire im Bereich Oper und Operette zählen unter anderem Der Postillon von Lonjumeau, Der Freischütz, Zar und Zimmermann, Orpheus und Eurydike, Die Hochzeit des Figaro, Die Zauberflöte, Don Giovanni, Der Freischütz, Undine, Der Barbier von Sevilla, Der Liebestrank, Cavalleria rusticana, La Bohème, Mignon und Carmen. Auch als Konzertsänger war er international tätig und trat mit seinem gesanglichen Können mehrfach vor Film- und Fernsehkameras. Seine letzte Wirkungsstätte war Lübeck, wo er seit 1973 als Pädagoge an der dortigen Musikhochschule unterrichtete. Laut einer Meldung des Hamburger Abendblatts soll er jedoch nicht dort, sondern in Hamburg gestorben sein.

## Filmografie
Gesangsauftritte:
- 1953: Zu Gast bei Dorothea Wieck
- 1954: Clivia
- 1954: Ballett und Pantomime
- 1963: Die Zauberflöte
- 1964: Karussell (TV-Unterhaltungsreihe, eine Folge)
- 1965: Vom Ersten das Beste
- 1968: Immer wieder jung
- 1969: Die Teufel von Loudun
- 1969: Jacques Offenbach – ein Lebensbild
- 1970: Zar und Zimmermann
- 1976: Schlagerfestival 1926
- 1976: Schlagerfestival 1930